# Divizia 54 Infanterie austro-ungară (1914-1918)
Divizia 54 Infanterie austro-ungară a fost una din marile unități operative ale Armatei Austro-Ungare, care, a participat la acțiunile militare de pe Frontul de Răsărit în timpul Primului Război Mondial.
Comandanți pe parioada războiului:
- FML Emil Schultheisz von Devecser, (octombrie 1914 – sfârșitul lunii ianuarie 1915
- FML Siegmund Ritter von Benigni in Müldenberg⁠(de)[traduceți] (sfârșitul lunii ianuarie 1915  – sfârșitul lunii martie 1915)
- ? sfârșitul lunii martie 1915 – sfârșitul lunii februarie 1916
- FML Franz Daniel Edler von Drinamünde (sfârșitul lunii februarie 1916 – începutul lunii octombrie 1916)
- GM. (FML.) Viktor Severus Edler von Laubenfeld und Ciminago (începutul lui octombrie 1916 – sfârșitul războiului)